# 南昌駅 (香港)
南昌駅（なんしょうえき、ナムチョンえき）は香港九龍深水埗区深水埗にある、香港鉄路（MTR）の駅である。東涌線と屯馬線の2路線が乗り入れる。

## 歴史
- 2003年
  - 12月16日 - 東涌線の駅が開業。
  - 12月20日 - 九広西鉄（西鉄線）が開業し、当駅に接続。
- 2021年6月20日 - 屯馬線開業に伴い、西鉄線は屯馬線に吸収される。

## 駅構造
駅は凱達環球（Aedas）による設計。相対式ホーム（それぞれ2・3番線）の間に島式ホーム1面（1・4番線）がある、3面4線を有する地上駅である。また、3番線と4番線の間には機場快線の通過線が2線ある。
改札階は地下にある。トイレは改札内に位置する。その他、改札内や改札外にコンビニやパン屋、外貨両替店、慈善団体が経営する店が入居している。

### 駅階層
| 1 一階      | 駅設備                     | 立入り禁止                                                   |
| G 地上      | 地上                       | 出口                                                         |
| P ホーム    | 単式ホーム、左側の扉が開く | 単式ホーム、左側の扉が開く                                   |
| P ホーム    | ➌番線                      | ■東涌線東涌・■迪士尼線方面→                                  |
| P ホーム    | ■機場快線 通過線 →         |                                                              |
| P ホーム    | ← ■機場快線 通過線         |                                                              |
| P ホーム    | ➍番線                      | ←■東涌線香港方面                                             |
| P ホーム    | 島式ホーム、左側の扉が開く |                                                              |
| P ホーム    | ➊番線                      | ■屯馬線屯門方面→                                             |
| P ホーム    | ➋番線                      | ←■屯馬線烏渓沙方面                                           |
| P ホーム    | 単式ホーム、左側の扉が開く |                                                              |
| P ホーム    | 出口                       | 出口、バスターミナル                                         |
| C/L1 改札階 | 改札階                     | 出口、商店、受付センター、トイレ、自動販売機、自動現金引出機 |

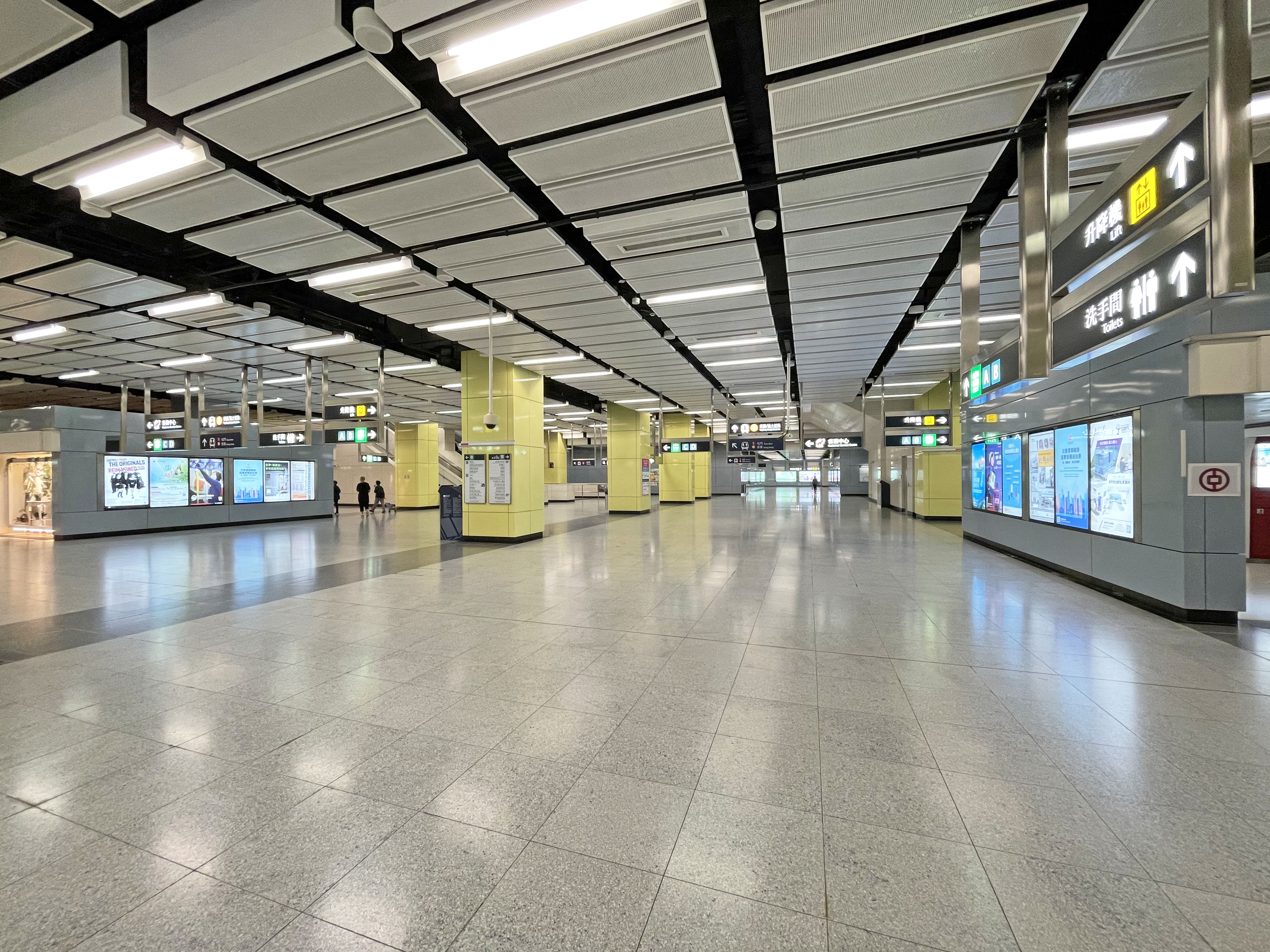
改札階コンコース
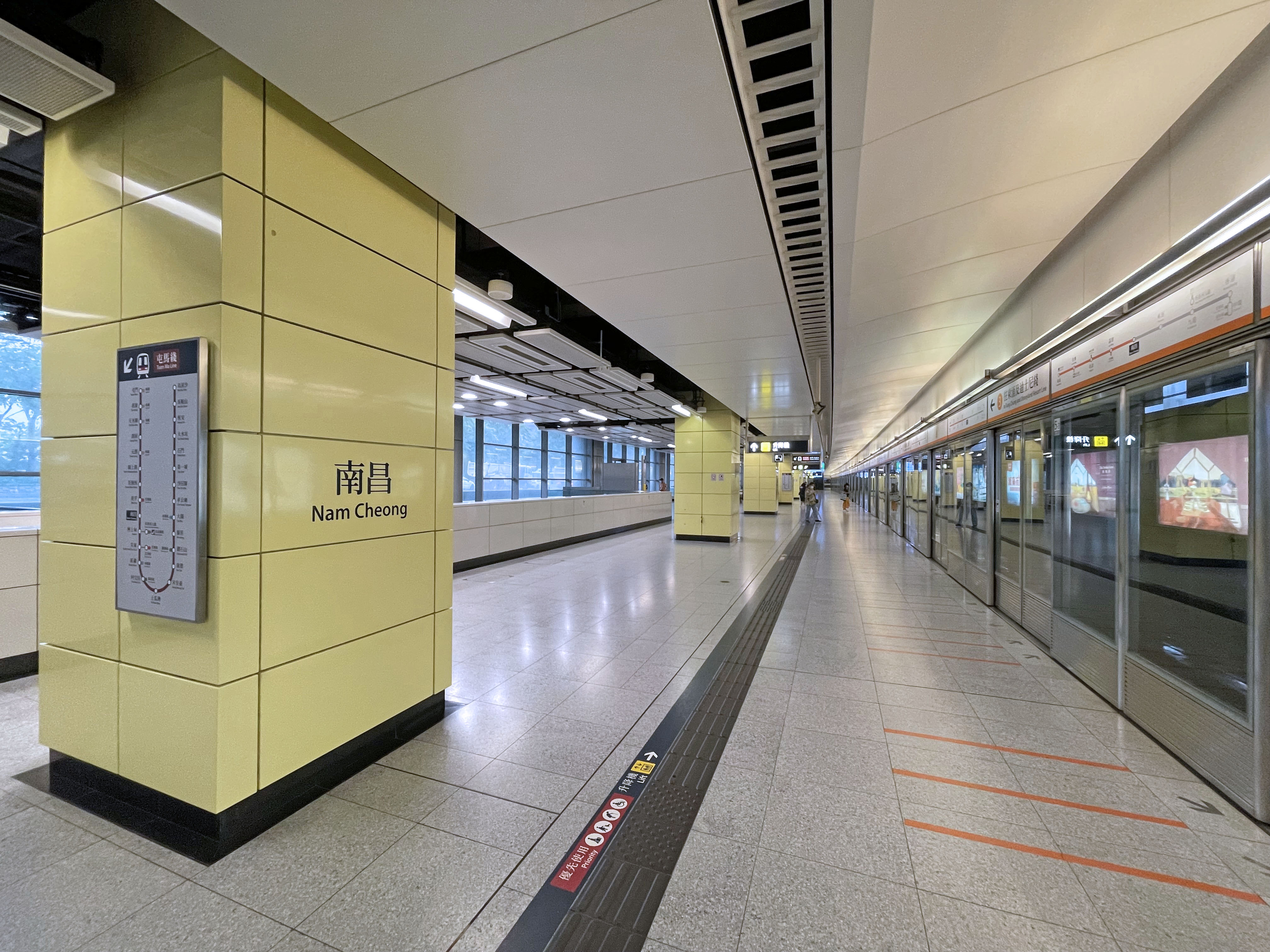
3番線ホーム（東涌線東涌方面）
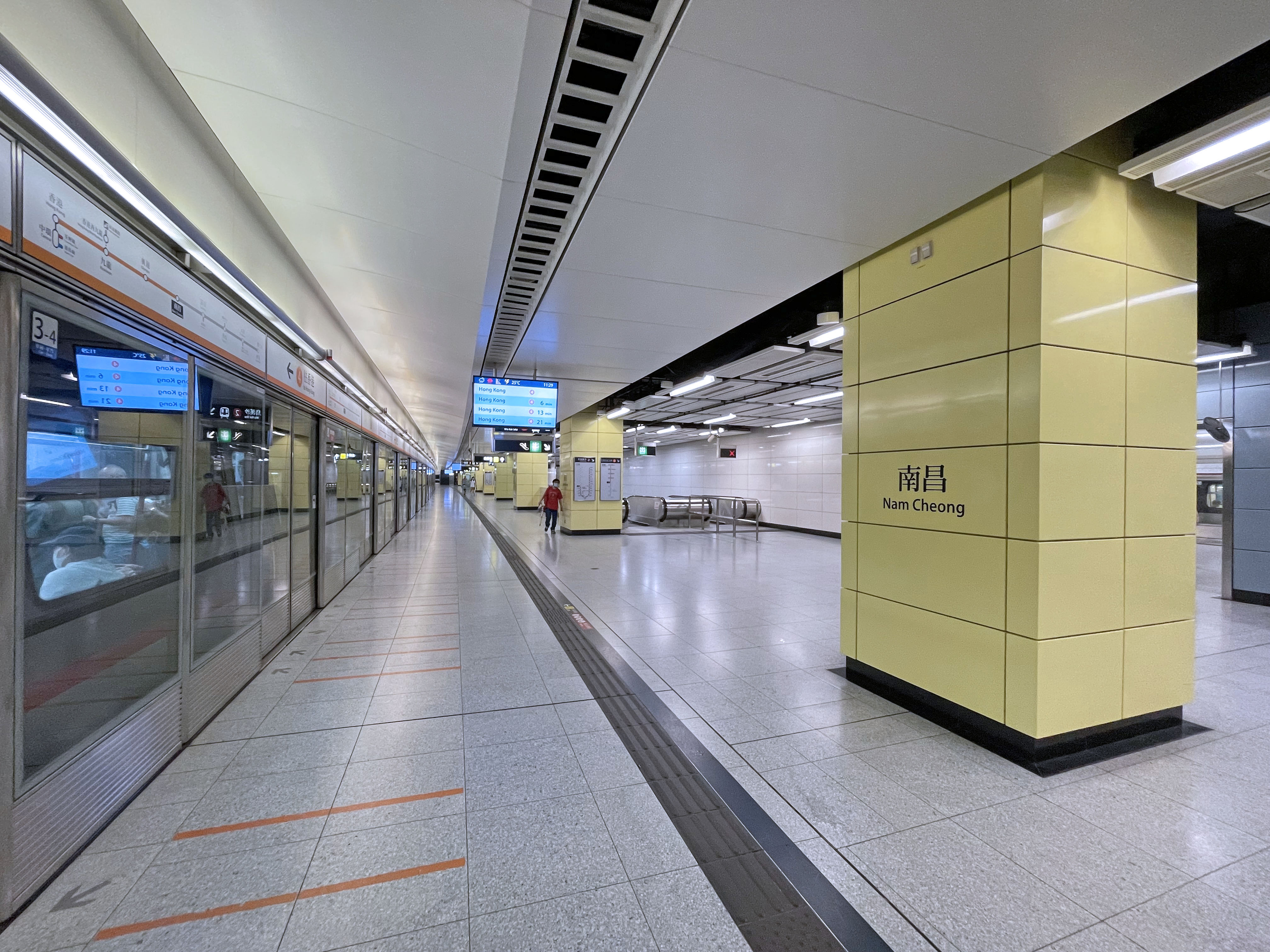
4番線ホーム（東涌線香港方面）
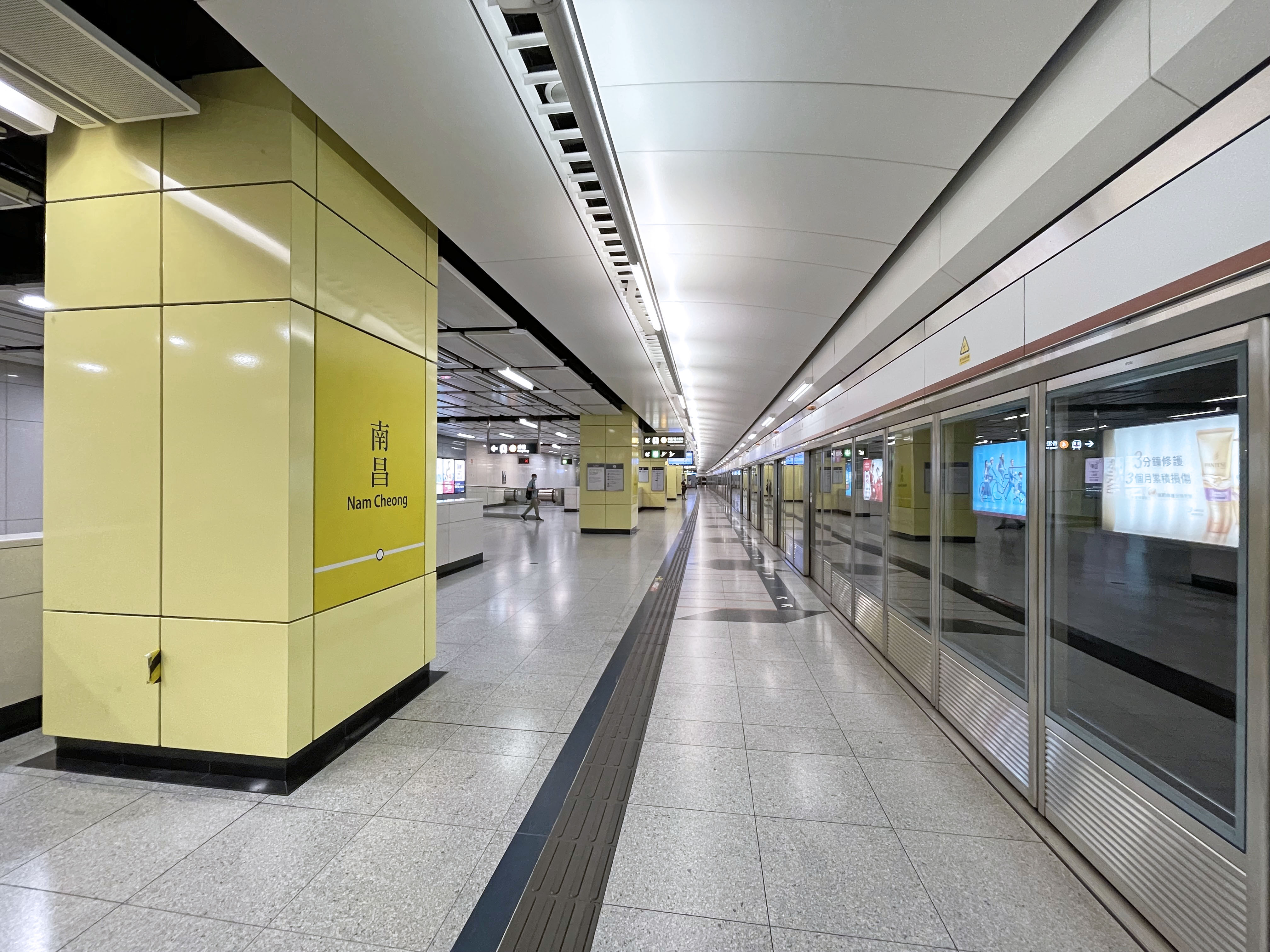
1番線ホーム（屯馬線屯門方面）
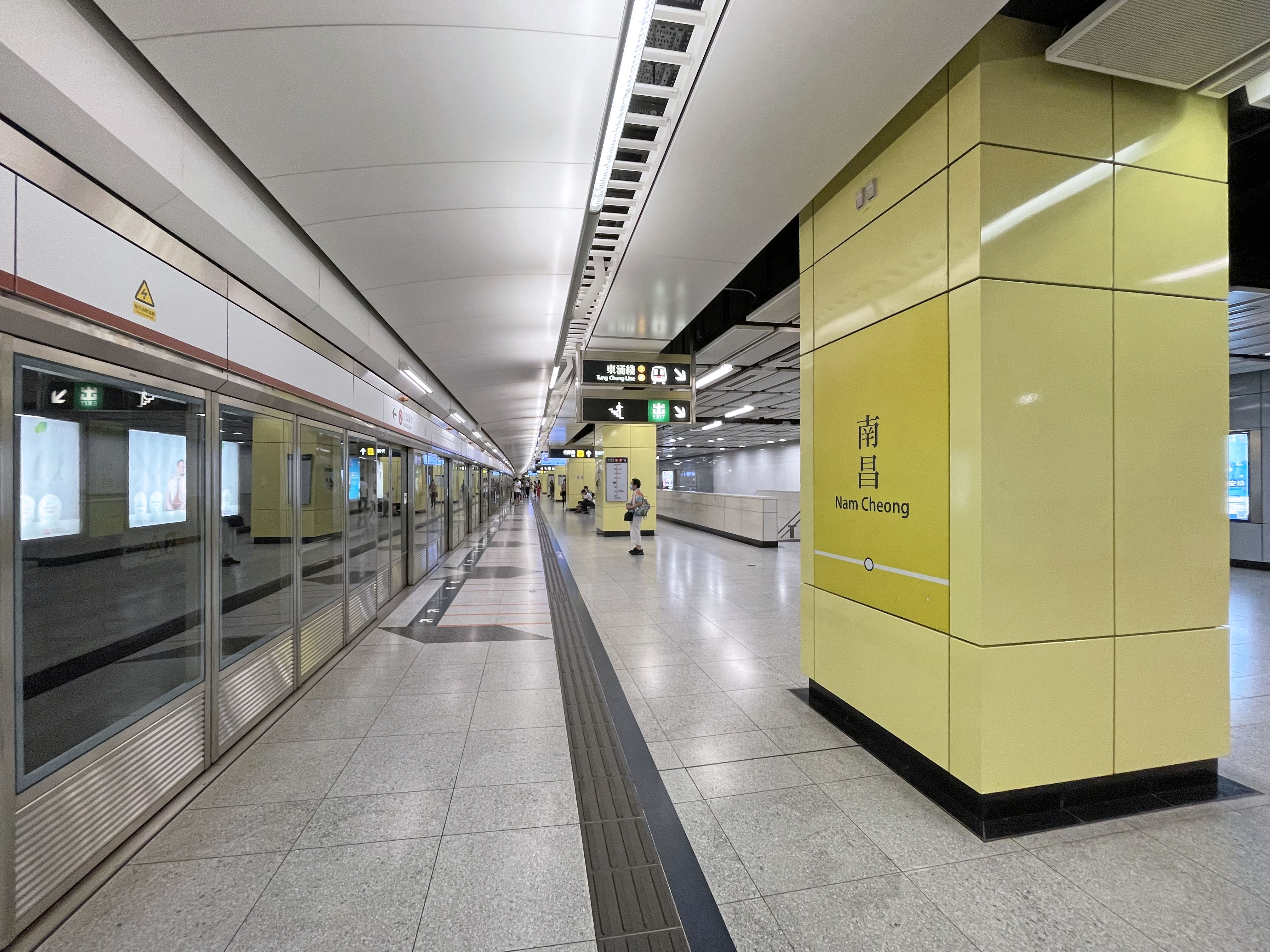
2番線ホーム（屯馬線烏渓沙方面）

## 駅周辺
- V Walk（中国語版、広東語版）
- 富昌邨（中国語版、広東語版）
- 南昌薈（中国語版）
- 栄昌邨（中国語版、広東語版）
- 海達邨（中国語版、広東語版）
- 碧海藍天（中国語版、広東語版）
- 興華街西（中国語版、広東語版）
- 深旺道（中国語版、広東語版）
- 海麗邨
- 麗閣邨（中国語版、広東語版）

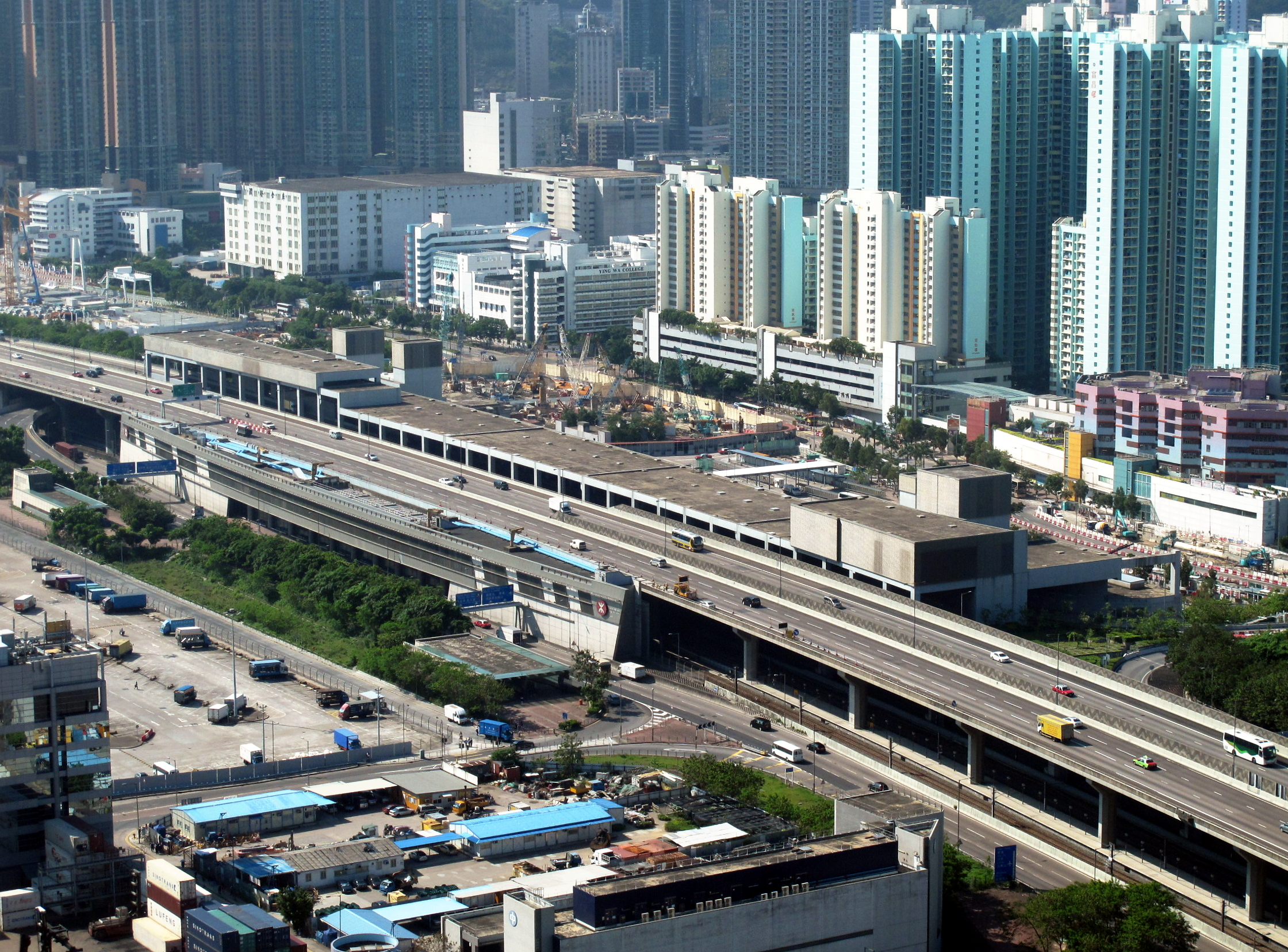
駅周辺を空撮

- 聖マリーズチャーチ莫慶堯中学（中国語版）
- 聖マーガレット男女英文中学・小学（中国語版）
- 東京街
- 深水埗（東京街西）巴士総站（中国語版）
- 西九龍法院大楼（中国語版）
- 長沙湾蔬菜批発市場（中国語版）
- 英華書院（中国語版、広東語版）
- 英華小学（中国語版）
- 海盈邨（中国語版）

- 凱楽苑（中国語版）
- 連翔道（中国語版）
- 海輝道海浜花園（中国語版）
- 官立嘉道理爵士中学（西九龍）（中国語版）
- 長沙湾魚類批発市場（中国語版）
- 維港匯（中国語版）
- 西九龍中心
- 長沙湾政府合署（中国語版）
- 通州街公園（中国語版）
- 南昌公園（中国語版）
- 君匯港（中国語版）
- 麗安邨（中国語版、広東語版）
- 港湾豪庭（中国語版、広東語版）
- 南昌邨（中国語版）
- 北河街市政大廈（中国語版、広東語版）
- 深水埗警署（中国語版、広東語版）
- 欽州街（中国語版、広東語版）
- 大同新邨（中国語版、広東語版）
- 大角嘴天主教小学 (海帆道)（中国語版）

## 隣の駅
香港鉄路
■東涌線
奥運駅 - 南昌駅 - 茘景駅
■屯馬線
美孚駅 - 南昌駅 - 柯士甸駅